# Lliures
Lliures fou un partit polític català que s'autodefinia com a liberal, humanista, catalanista i no independentista, fundat el 16 de juny del 2017 amb Antoni Fernández i Teixidó i Roger Montañola al capdavant. Va cessar les seves activitats el gener de 2022.

## Història
Es va començar a formar a mitjans del 2016. La conferència preliminar es va fer l'abril de 2017 a l'edifici Vèrtex de la Universitat Politècnica de Catalunya i va comptar amb uns 400 assistents.
El congrés fundacional es va celebrar el 16 de juny de 2017, on es va escollir el comitè executiu i es van reunir 400 afiliats. El primer president del partit va ser l'exconvergent Antoni Fernández Teixidó i el comitè executiu es va completar amb Joaquim Álvarez, Marc Aranda, Fernando Brea, Lluís Domínguez, Pere Domínguez, Remei Gómez, Pere Gotanegra, Juanjo Isern, Pau Labró, Guillem Laporta, Lluís Monset, Jordi Montanya, Roger Montañola, Artur Nadal, Fady Nader, Ágata Peñalver, Manel Romero, Laura Vázquez i Inma Vivancos. Posteriorment el comité executiu es va completar amb Humbert Palafoll, Alex Porqueras, Fernando Brea, Josep Soler, Òscar Benítez, Rebeca Reverter, Héctor Álvarez (Representant Catalunya Sud) i Conchita Pedròs.
Malgrat que el partit en un primer moment s'havia plantejat presentar-se a les eleccions al Parlament de Catalunya de 2017, finalment va decidir no fer-ho argumentant la polarització del debat polític, malgrat que havia aconseguit els avals necessaris per fer-ho.
El 2019 el partit es va presentar a les eleccions municipals en diverses llistes. En el cas de Barcelona van formar part de la llista de Manuel Valls amb Òscar Benítez com a únic representant de Lliures. Antoni Fernández Teixidó va assumir el resultat de la negociació dimitint com a president del partit, ja que considerà que a la llista hi havia d'haver més representació del seu partit.
A les eleccions al Parlament Europeu de 2019, el partit va concórrer en la coalició Centristes per Europa.
El 2 de juliol de 2020, l'Assamblea de Lliures va tornar a escollir a l'Antoni Fernández Teixidó com a president del partit, conformant-se el nou comitè executiu amb Ferran Brea, Guillem Espaulella, Montserrat Galí, Víctor Gay Zaragoza, Isabel González, Pere Gotanegra, Javier Hermosín, Nacho Julià, Roger Montañola, Jordi Montanya, Carles Morato, Humbert Palafolls, Àgata Peñalver, Rebeca Reverter, Manuel Romero, Josep Soler i Inma Vivancos.
Lliures va anunciar el cesament de la seva activitat com a partit polític el gener del 2022 a favor de la unitat del catalanisme polític en un nou projecte.